# 夜光组
夜光组（Luminous Productions Co., Ltd.）是一家日本电子游戏开发工作室，也是史克威尔艾尼克斯的子公司。该工作室最初被称为史克威尔艾尼克斯第二开发事业部，在2020年史克威尔艾尼克斯整合其开发部门之前是当时12个是业务部门（内部开发和制作部门）之一，负责游戏《最终幻想15》的开发。2018年3月27日这一部门更名为夜光组，并独立成一家公司。
之后该公司聚焦于利用夜光引擎开发AAA级电子游戏，并在2023年发布了新游戏《魔咒之地》。但不久之后，该公司就被史克威尔艾尼克斯宣布将合并入母公司。

## 历史

### 组建
夜光组最初是由参与《最终幻想15》制作的史克威尔艾尼克斯第二开发事业部员工组建的，于2018年3月27日成立。虽然在全球范围内从现有团队中组建新的内部工作室是很常见的，但在日本业内并不常见。由于工作室吸收了众多参与《最终幻想15》开发的工作人员，夜光组在开发新项目的同时还协助这款游戏的制作。而因为原本负责开发《最终幻想15》的第二开发事业部被调走了太多人员，史克威尔艾尼克斯表示该部门实际上“已不复存在”。此外，该公司的目标是利用史克威尔艾尼克斯专有的夜光引擎为全球用户制作AAA级电子游戏。

### 工作重点
该工作室最初的目标是制作视频游戏和“其他娱乐内容”，但同年晚些时候工作室重新专注于仅制作游戏，导致其在截至2018年9月30日的半年内报告亏损3300万美元。新工作室的领导者同时也是《最终幻想15》制作总监的田畑端在差不多同一时间离开了夜光组和史克威尔艾尼克斯，计划中《最终幻想15》未来的可下载内容也被取消。史克威尔艾尼克斯总裁松田洋祐澄清说，该公司的理念将是“融合尖端技术与艺术”。同年12月3日，史克威尔艾尼克斯宣布，任《最终幻想15》首席程序员的荒牧岳志出任夜光组总监一职。
此后，该公司继续使用夜光引擎，并将开发资源转移到当时尚未公布的《魔咒之地》（最初称为PROJECT ATHIA）。这部游戏的主角阿尔弗雷·“芙蕾”·霍兰德（艾拉·巴林斯卡饰演）是一位利用魔法力量在幻想世界中生存的年轻女性。据游戏总监荒牧岳志称，游戏玩法侧重于地形穿越的速度和流畅度。史克威尔艾尼克斯也将这款游戏描述为一款“以叙事为驱动的冒险游戏”。该游戏于2023年在Microsoft Windows和PlayStation 5平台上发布。

### 被合并
2023年2月28日，史克威尔艾尼克斯控股公司宣布夜光组将在2023年5月1日进行内部重组并与史克威尔艾尼克斯株式会社合并，称两家公司的合并将“增强集团开发高清游戏的能力”。在2023年6月的CEDEC大奖中，夜光组被注意到已列为第二创意业务部门，这是史克威尔艾尼克斯负责开发和制作《勇者斗恶龙》、《尼尔》、《勇气默示录》和《八方旅人》系列游戏的部门，这表明该工作室已合并到史克威尔艾尼克斯的这个特定部门之下。

## 研究与开发
2018年，夜光组开始筹备推出新游戏，并于2019年开始积极开发。2019年9月，该公司在其网站上发布了一段名为《后台》（Back Stage）的技术演示视频，展示了他们正在使用一种称为路径追踪的光线追踪技术。该公司也宣称，目前有多个项目正在生产中，包括研究和游戏引擎开发。在150名员工中，大约有20人不是日本人，工作室使用内部翻译人员以便全球运营。從技术上層面來說，该公司的工作重点是不要让游戏内开发和3D电影团队分开工作，而是制作完全以电影模式创作的游戏。

## 游戏产品
| 年份 | 标题       | 平台                                     | 参考来源 |
| ---- | ---------- | ---------------------------------------- | -------- |
| 2016 | 最终幻想15 | PlayStation 4、Xbox One、Windows、Stadia | [ 20 ]   |
| 2023 | 魔咒之地   | PlayStation 5、Windows                   | [ 16 ]   |

## 脚注
1. ↑  译名参考自游戏时光。[4]。